# Eucalyptus codonocarpa
Eucalyptus codonocarpa är en myrtenväxtart som beskrevs av William Faris Blakely och Mckie. Eucalyptus codonocarpa ingår i släktet Eucalyptus och familjen myrtenväxter. Inga underarter finns listade i Catalogue of Life.